# Méndez (kommun)
Méndez är en kommun i Mexiko.   Den ligger i delstaten Tamaulipas, i den centrala delen av landet, 600 km norr om huvudstaden Mexico City.
Följande samhällen finns i Méndez:
- San Lorenzo de Cárdenas González
- Espiaderos Dos
- Luis Echeverría Álvarez
- Guadalupe
- Américo Villarreal Guerra
- Comas Altas
- Jesús María Uno